# Curaçao (liker)
Curaçao  (nizozemsko: [kyraːˈsʌu] ()) je liker z okusom posušene lupine grenke pomaranče laraha, citrusa , ki raste na karibskem otoku Curaçao.
Curaçao se lahko prodaja v številnih oblikah, čeprav sta najpogostejši oranžni suhi curaçao in modri curaçao, ki je obarvan svetlo modro.

## Zgodovina
Ni znano, kdo in kdaj je razvil prvi liker curaçao. Nizozemska zahodnoindijska družba je leta 1634 prevzela Curaçao. Destilarna Bols, ustanovljena leta 1575 v Amsterdamu, je imela deleže v zahodnoindijskih podjetjih, da bi zagotovila dostop do začimb, potrebnih za njihove destilirane pijače. Po besedah francoskega kulinaričnega kronista iz zgodnjega devetnajstega stoletja Alexandra Grimoda de la Reynièra je curaçao izviral iz Flandrije, bližina province Nizozemske pa je destilarnam omogočala enostaven dostop do potrebnih lupin (ker je bil Curaçao takrat nizozemska kolonija).
Liker Curaçao se tradicionalno izdeluje iz posušenih lupin larahe (Citrus × aurantium subsp. currassuviencis), grenke pomaranče, ki se je razvila na Curaçau. Španski raziskovalci so leta 1527 na otok prinesli prednika larahe, grenko seviljsko pomarančo.  Čeprav grenko meso larahe ni okusno, so olupki prijetno aromatični.
Podjetje Bols pravi, da je Lucas Bols (1652–1719) razvil liker na osnovi larahe po odkritju, da je mogoče iz nezrele lupine sicer neuporabnih grenkih pomaranč pridobiti aromatično olje. Bols je nato dal to olje izvoziti nazaj v Amsterdam za proizvodnjo likerja, podobnega današnjemu curaçau. Lucas Bols je svojim izdelkom dodal "element alkimistične skrivnosti", ki pojasnjuje malo verjeten dodatek modre barve. Leta 1912 je Bols modri curaçao prodal kot Crème de Ciel ("smetana neba"), kar je najverjetneje sklicevanje na muzikal Miss Hook iz Nizozemske iz leta 1907. 
Podjetje Senior & Co, ustanovljeno v Curaçau, je edino podjetje, ki je svoj liker vedno proizvajalo iz olupkov larahe iz Curaçaa. Družina Senior in Chumaceiro sta svoj liker začela prodajati leta 1896 v svoji lekarni v majhnih količinah. Leta 1947 so kupili landhuis ("podeželski dvorec") Chobolobo v Willemstadu, kjer je od takrat domovala destilarna. Podjetje navaja, da je edino, ki uporablja avtohtono sadje laraha, in ga označuje za pravi liker Curaçao.
Liker je večkrat omenjen pod črkovanjem "curaçoa" v "Vanity Fairu" Williama Thakerayja iz leta 1847–1848 kot pijača, ki jo uživajo razuzdani mladeniči. Na primer, Lady Jane Southdown svojega brata "na skrivaj obišče v njegovih sobanah v Albanyju; in ga našla – porednega dragega zapuščenega revčka – kako kadi cigaro s steklenico curaçoa pred seboj."
Liker jw brezbarven, vendar pogosto umetno obarvan, najbolj popularen je modre ali oranžne barve z različno jakostjo 15–40%. 

## Priprava
Za pripravo likerja "Senior and Co" laraho za nekaj dni namakajo v alkoholu in vodi, potem pa odstranijo lupino in jo dajo v vrečko iz jute. Dodane so začimbe in vrečka je tri dni obešena v segreto 120 let staro bakreno destilacijo s 96 % čistim alkoholom (pridobljenim iz sladkornega trsa). Po enodnevnem ohlajanju dodajo vodo in zmes destilirajo tri dni. Liker ima pomarančni okus z različnimi stopnjami grenkobe. Naravno je brezbarven, vendar se barvila, najpogosteje modra (pogosto E133 briljantno modra ) ali oranžna, pogosto dodajajo, da dajo koktajlom in drugim mešanim pijačam eksotičen videz. 
Nekateri drugi likerji se prodajajo tudi kot curaçaos z različnimi dodanimi okusi, kot so kava, čokolada, rum in rozine. Pierre Ferrand, znamka konjaka in suhega curaçaa, je proizveden z manj sladkega curaçaa po "Ancienne Méthod" s tehnikami iz 19. stoletja.